# Dalima vulpinaria
Dalima vulpinaria är en fjärilsart som beskrevs av Moore 1887. Dalima vulpinaria ingår i släktet Dalima och familjen mätare. Inga underarter finns listade i Catalogue of Life.